# 服部清道
服部 清道（はっとり せいどう、1904年3月4日 - 1997年7月19日）は、日本の郷土史家、教員。

## 経歴
茨城県生まれ。清五郎と名付けられる。1929年に大正大学予科を卒業し、さらに同大学文学部史学科に進学し、1932年に卒業。1936年に比叡山専修院に入学し仏教学を学び、1941年3月に卒業。藤嶺学園で教員を務めたのち、横浜商科大学教授となり、藤沢市文化財保護委員会委員長、湘南考古同好会会長なども務めた。鳥居龍蔵が主宰する武蔵野会に入会し、鳥居から仏教考古学を勧められ、また同会で三輪善之助の指導を得て、板碑を研究とするようになる。1953年、「戒壇の研究」により法政大学から文学博士の学位を授与される。